# McLendon-Chisholm
McLendon-Chisholm é uma cidade localizada no estado norte-americano do Texas, no Condado de Rockwall.

## Demografia
Segundo o censo norte-americano de 2000, a sua população era de 914 habitantes.
Em 2006, foi estimada uma população de 988, um aumento de 74 (8.1%).

## Geografia
De acordo com o United States Census Bureau tem uma área de 25,8 km², dos quais 25,6 km² cobertos por terra e 0,2 km² cobertos por água.

## Localidades na vizinhança
O diagrama seguinte representa as localidades num raio de 16 km ao redor de McLendon-Chisholm.